# سيسيليا كوليج
ماغدالينا سيسيليا كوليج (28 نوفمبر 1920 - 12 أبريل 2008) لاعبة تزلج على الجليد بريطانية، كانت الفائزة بالميدالية الفضية الأولمبية لعام 1936 ، وبطلة العالم لعام 1937 ، وبطلة أوروبا 1937-1939 ، وست مرات (1935-1939 ، 1946) بطلة بريطانية وطنية، يُنسب إلى الكلية كونها أول متزلجة تقوم بقفزة مزدوجة ، فضلاً عن كونها مخترعة كل من وضعية دوران الجمل ووضعية دوران الاستلقاء.